# Art viking

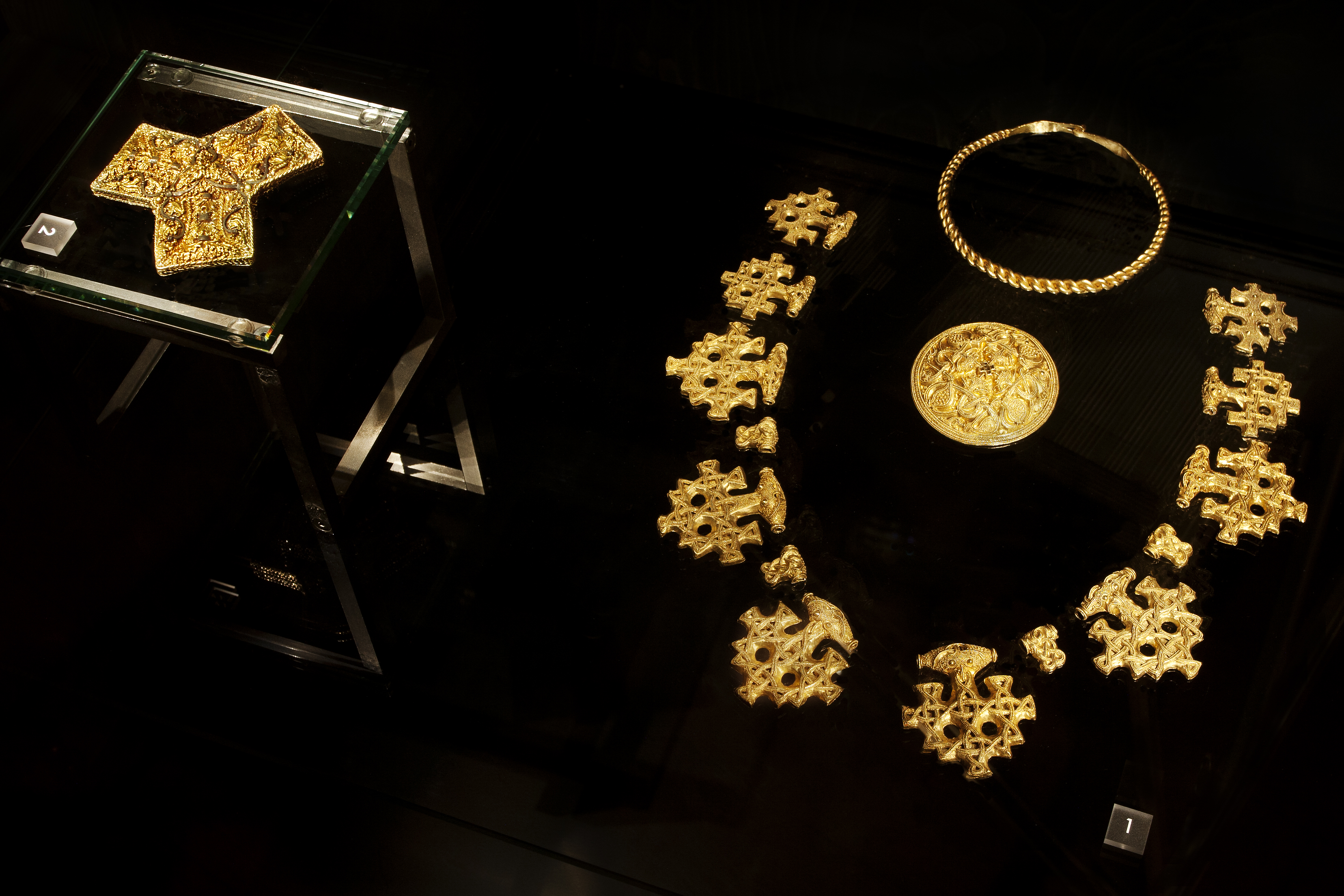
Bijoux en or du Xe siècle, Hiddensee trésor, Un mélange de culture païenne du nord et de symboles chrétiens

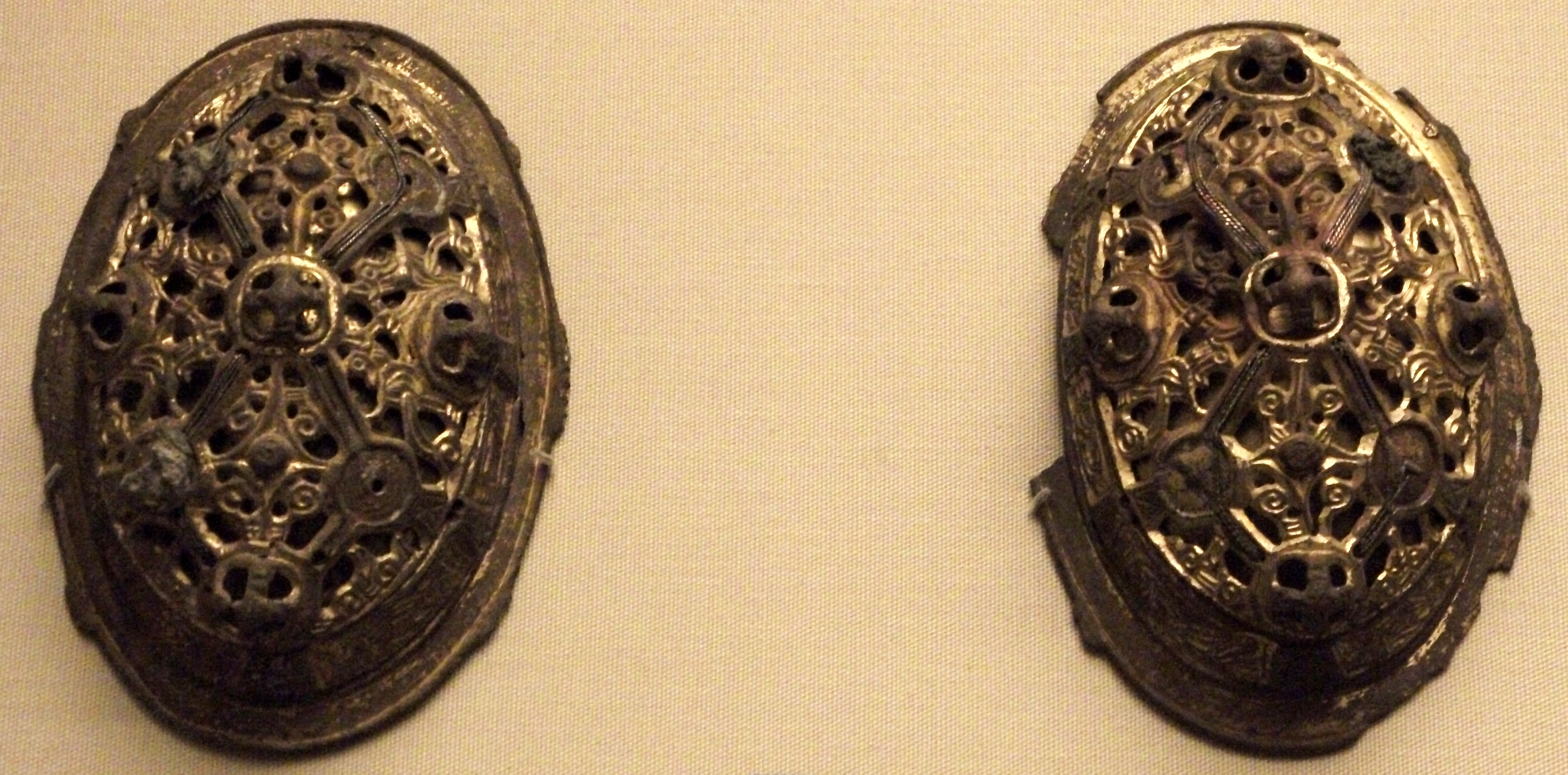
Paire de "broches tortue" portés par les jeunes mariés Viking.

L'art viking, également connu sous le nom de l'art du nord, est un terme largement accepté pour désigner l'art scandinave et viking trouvant ses origines en particulier dans les Îles britanniques et d'Islande, au cours de l'âge des Vikings s'étendant du VIIIe au XIe siècle de notre ère. L'art viking partage de nombreuses influences avec des traditions de la culture celtique, germanique, romane et d’Europe de l'Est.

## Contexte historique

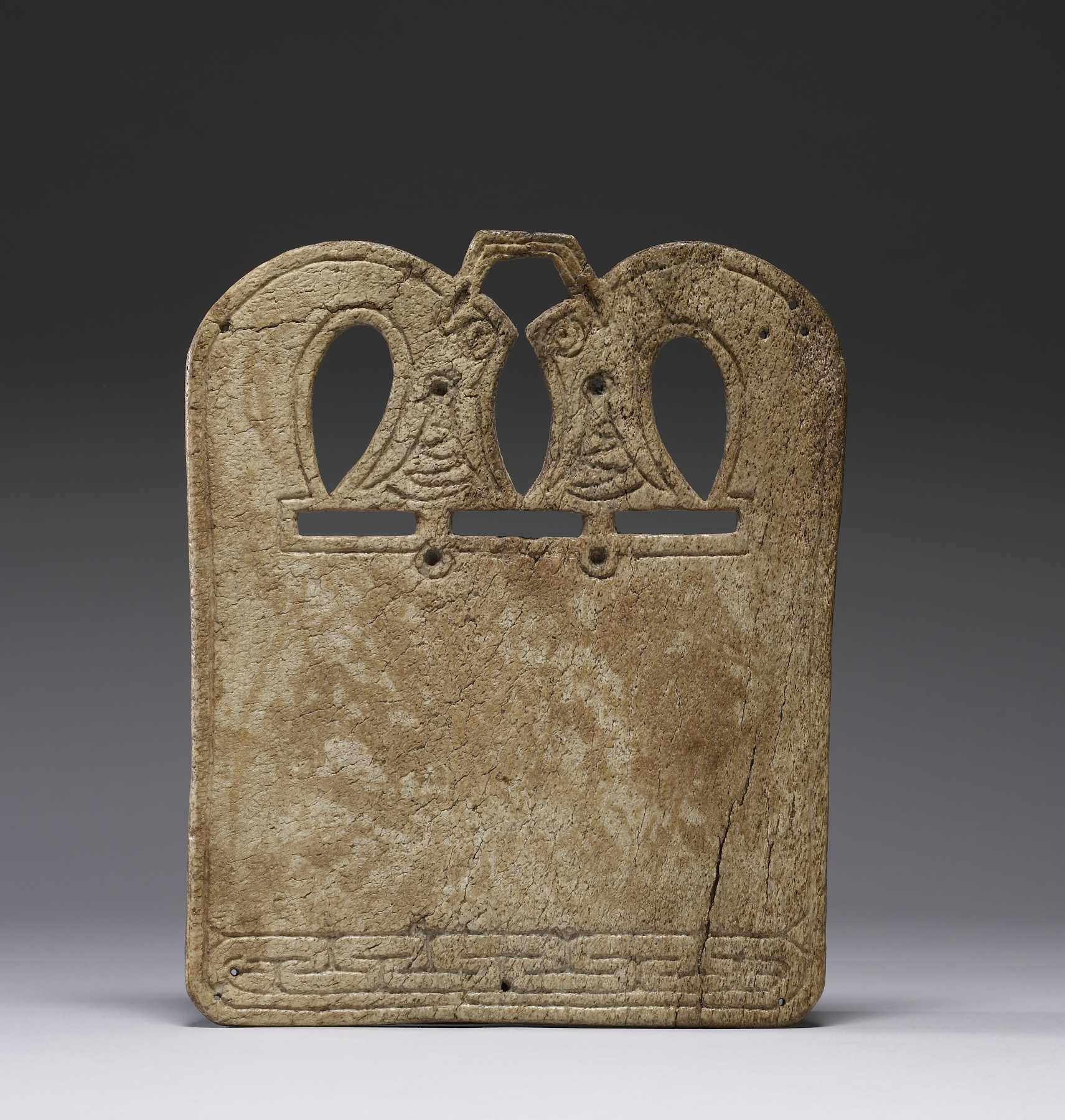
Plaque décorée d'os de baleine, fin du,.

Les Vikings trouvent leurs origines géographiques en Scandinavie, tout au nord du continent européen, tandis que le terme « viking » est probablement dérivé de leur propre terme pour les raids — l'activité par laquelle de nombreuses cultures avoisinantes rencontrent les habitants de la région. Le synonyme pour « Viking » pourrait être : Normand (homme du Nord) appuyant ainsi leurs origines géographiques.
Pendant les raids les Vikings attaquaient des villes et autres cibles riches au nord-ouest de l'Europe, de la fin du VIIIe jusqu'au milieu du XIe siècle de notre ère. Commerçants et aventuriers de la mer, les Vikings sont entrés dans l'Histoire par leur attaque en 793 de la communauté monastique de l'île de Lindisfarne.
Les Vikings utilisaient leurs bateaux pour envahir et attaquer les côtes européennes, les ports et les colonies saisonnières installées le long des côtes.
Par la suite, l'activité des Vikings s'est diversifiée par des voyages commerciaux vers l'est, l'ouest et le sud de la Scandinavie. Les liaisons étaient régulières et remontaient le cours des rivières jusque dans l'est de la Russie, la mer Noire et la mer Caspienne ou encore l'ouest des côtes britanniques, l’Islande et le Groenland.
Les voyages commerciaux étaient accompagnés le plus souvent de tentatives de colonisation de ces nouveaux territoires.

## Étude
Bien que les premières traces écrites sur l'art viking aient été transcrites à la fin du XIXe siècle, les premières archives sur l'histoire de l'art viking datent du début du XXe siècle avec des publications détaillées de gravures sur bois ornés découvertes en 1904 sur le bateau funéraire d'Oserberg par l'archéologue norvégien Haakon Shetelig.
L'archéologue anglais David M. Wilson, en collaboration avec son collègue danois Ole Klindt-Jensen ont publié en 1966, une enquête sur l'Art viking, qui posa les bases de recherche dans ce domaine. Ce système est encore utilisé de nos jours pour situer chronologiquement les pièces d'art.
David Wilson a continué à publier le plus souvent en anglais, des études sur l'art viking dans les années suivantes. Il fut rejoint par l'historien d'art Signe Horn Fuglesang avec sa propre série de publications. Ensemble, ces chercheurs ont œuvré pour la promotion et la reconnaissance de l'art viking comme une expression culturelle.

## Style
L'art viking hérite des styles antérieurs propres à la Scandinavie comme le style animal. À ce style s'intègre des influences étrangères anglo-saxonnes, carolingiennes et ottoniennes. Rubans et volutes se mêlent aux animaux. Dès le Xe siècle, des motifs végétaux inspirés des enluminure carolingienne s'insèrent à leur tour. Ainsi, entre les VIIIe et XIIe siècle, plusieurs styles se succèdent et tirent souvent le nom de la tombe dans laquelle un objet représentatif est découvert. 
Au VIIIe siècle, comme dans la sépulture d'Oseberg (vers 800-875), l'art s'inscrit encore dans le style tardif Salin III du style animal. Les motifs animaliers, très allongés, s'entrelacent et s'accrochent au décor. Ces « bêtes agrippeuses » persistent dans le style dit de Borre (850-950) qui s'exporte en dehors de la Scandinavie dans les territoires de la diaspora Viking, de l'Islande à la Russie. Les entrelacs présentent désormais des motifs symétriques dans tout l'arrière plan et les animaux ont des allures de rubans sinueux. Dans le style de Jelling (900-975), les têtes d'animaux ne sont plus de face mais de profil.
Les influences occidentales deviennent perceptibles avec l'avancée du christianisme vers la fin du Xe siècle avec le style de Mammen (de) dans lequel les formes végétales s'étendent et entourent les animaux plus facilement identifiable. Les combinaisons zoomorphes se développent à ce moment-là. Sous l'influence de l'art anglo-saxon et ottonien, les décors végétaux s'installent définitivement et ne servent plus uniquement de fonds mais de motifs à part entière. Cette évolution s'accentue notamment avec le style de Ringerike (en) où les animaux prennent de moins en moins de place. Enfin, une dernière phase s'observe sur les panneaux en bois des églises et prennent le nom de style d'Urnes (en). Ce style est principalement zoomorphe et est marquée par l'apparition des dragons ailés et du signe de la croix.

## Sources
En règle générale, les connaissances actuelles sur l'art viking reposent sur des objets qui ont traversé le temps, par exemple le métal et la pierre. Le bois, l'os, l'ivoire et les textiles sont plus rarement conservés. D’après les sources historiques les corps étaient souvent richement tatoués, mais il est peu probable d'en retrouver une trace. Les vestiges artistiques qui ont survécu jusqu'à nos jours, restent fortement incomplets.

### De bois et matériaux organiques

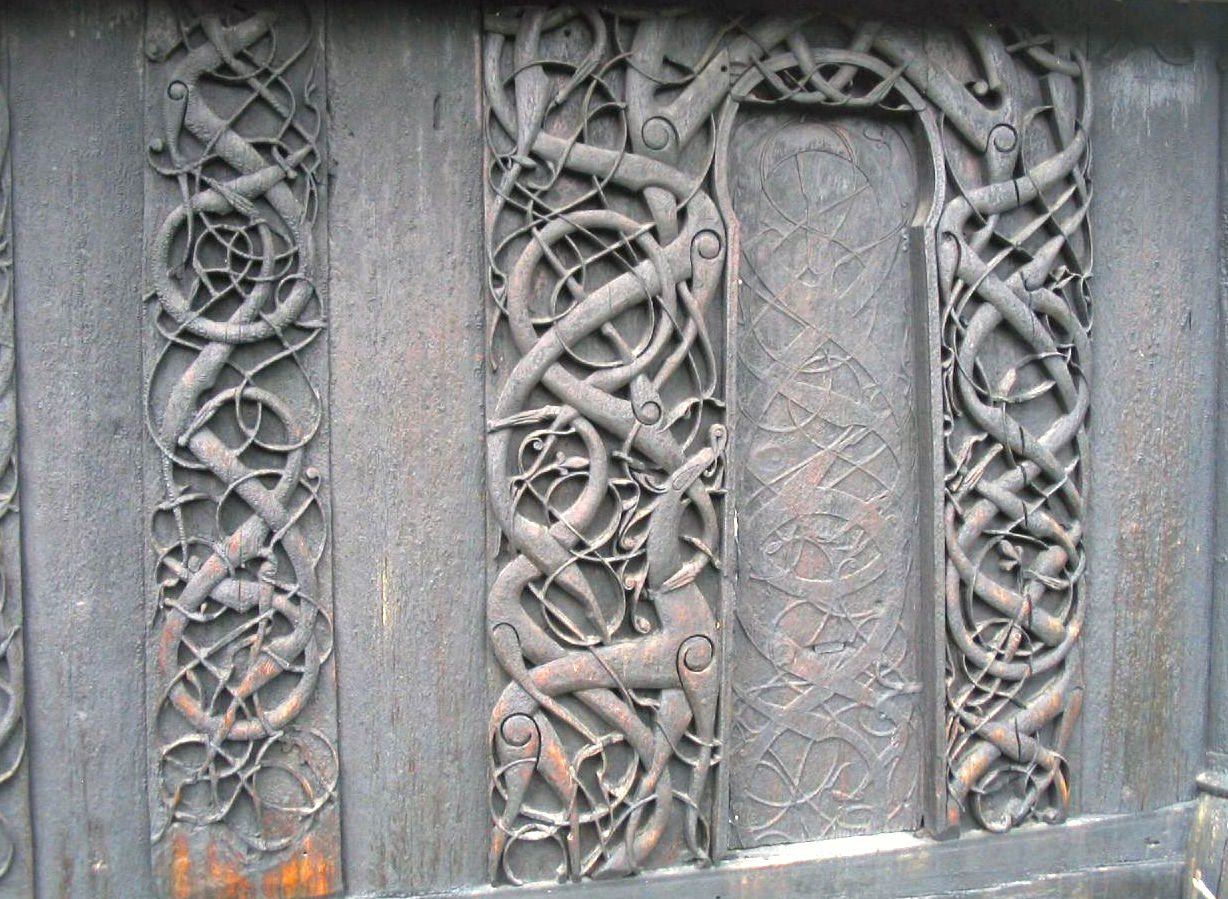
Sculpture sur bois à la stavkirke d'Urnes (Norvège)

Le bois est sans aucun doute le matériau de base le plus utilisé par les artistes vikings car il est relativement facile à sculpter, peu coûteux et abondant dans le nord de l'Europe. L'importance de l'utilisation du bois comme moyen d'expression artistique nous est parvenue par la découverte de vestiges datant du début et de la fin de la période viking. Par exemple, le navire funéraire d'Oseberg, présente des gravures du début du IXe siècle et le décor sculpté de la stavkirke d'Urnes à partir du XIIe siècle. Comme l'a résumé Graham-Campbell : "Ces remarquables vestiges nous permettent de nous faire au moins une idée de ce que représente l'art Viking, bien que nous n'ayons que des fragments de bois et des sculptures de petite taille dans d'autres matériaux (tels que le bois, l'ambre et de l'ivoire de morse). Ils fournissent des indices supplémentaires. La même chose est vraie concernant les textiles, bien que le tissage et la broderie aient été clairement bien développés dans l'artisanat.".

### Pierre
À l'exception des pierres historiées de Gotland répandues en Suède au début de la période Viking, la sculpture sur pierre n'était apparemment pas pratiquée ailleurs en Scandinavie jusqu'au milieu du Xe siècle et la création du monument royal à Jelling en Danemark. Par la suite, et probablement influencés par la diffusion du christianisme, l'utilisation de la pierre taillée pour les monuments est devenue plus répandue.

### Métal

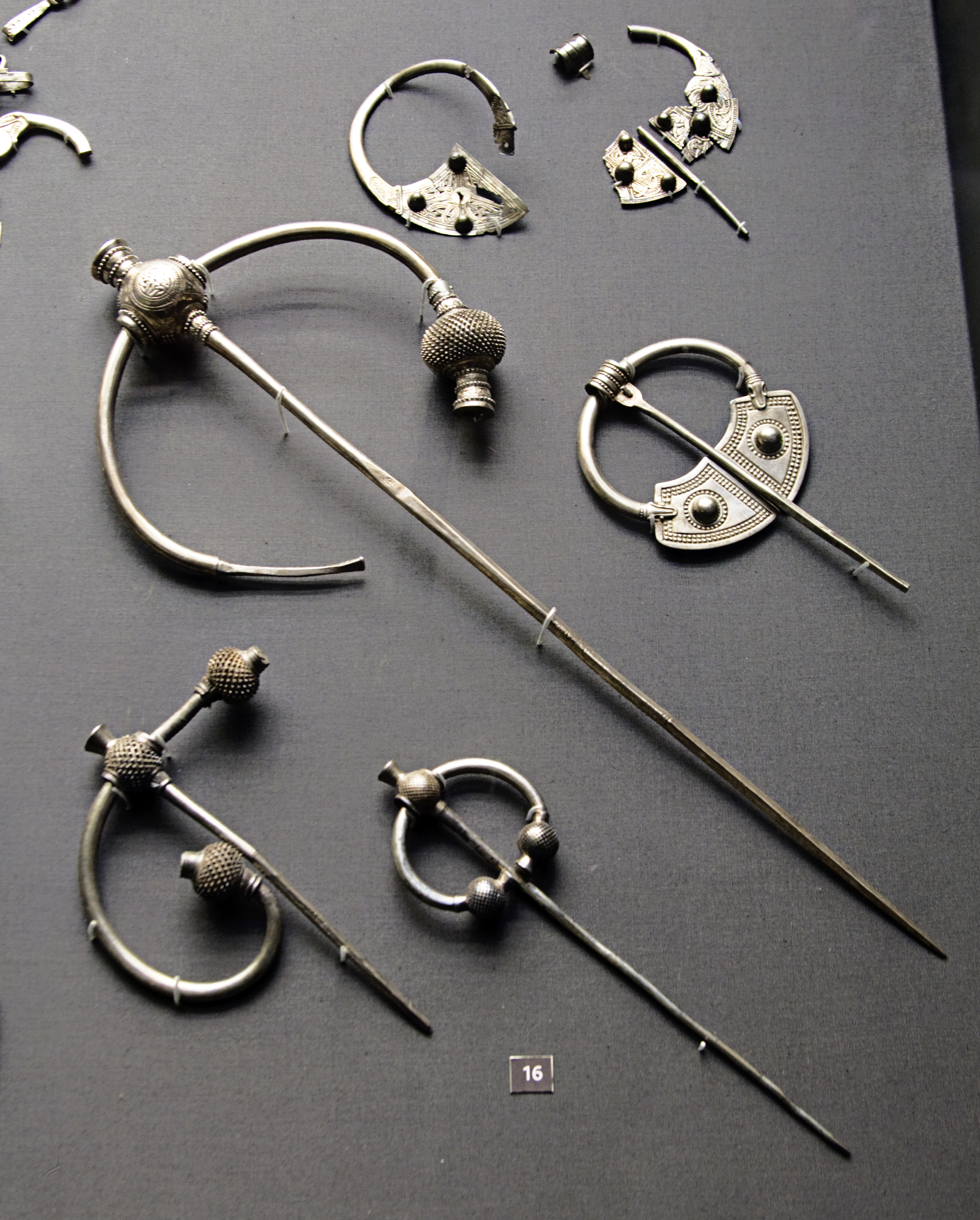
Broches en argent provenant du Penrith Hoard, nord de l’Angleterre début du Xe siècle

### Papier
Il s’agit d'enluminures, comme celles du Livre de Kells (vers 800).

## Galerie

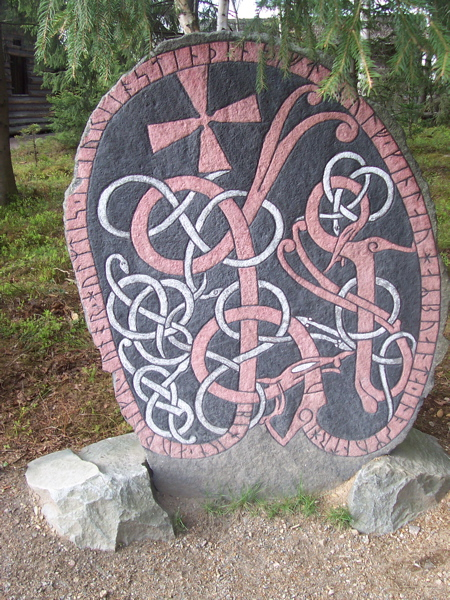
Style Urnes : pierre runique (Uppland, Åsmund, 871)
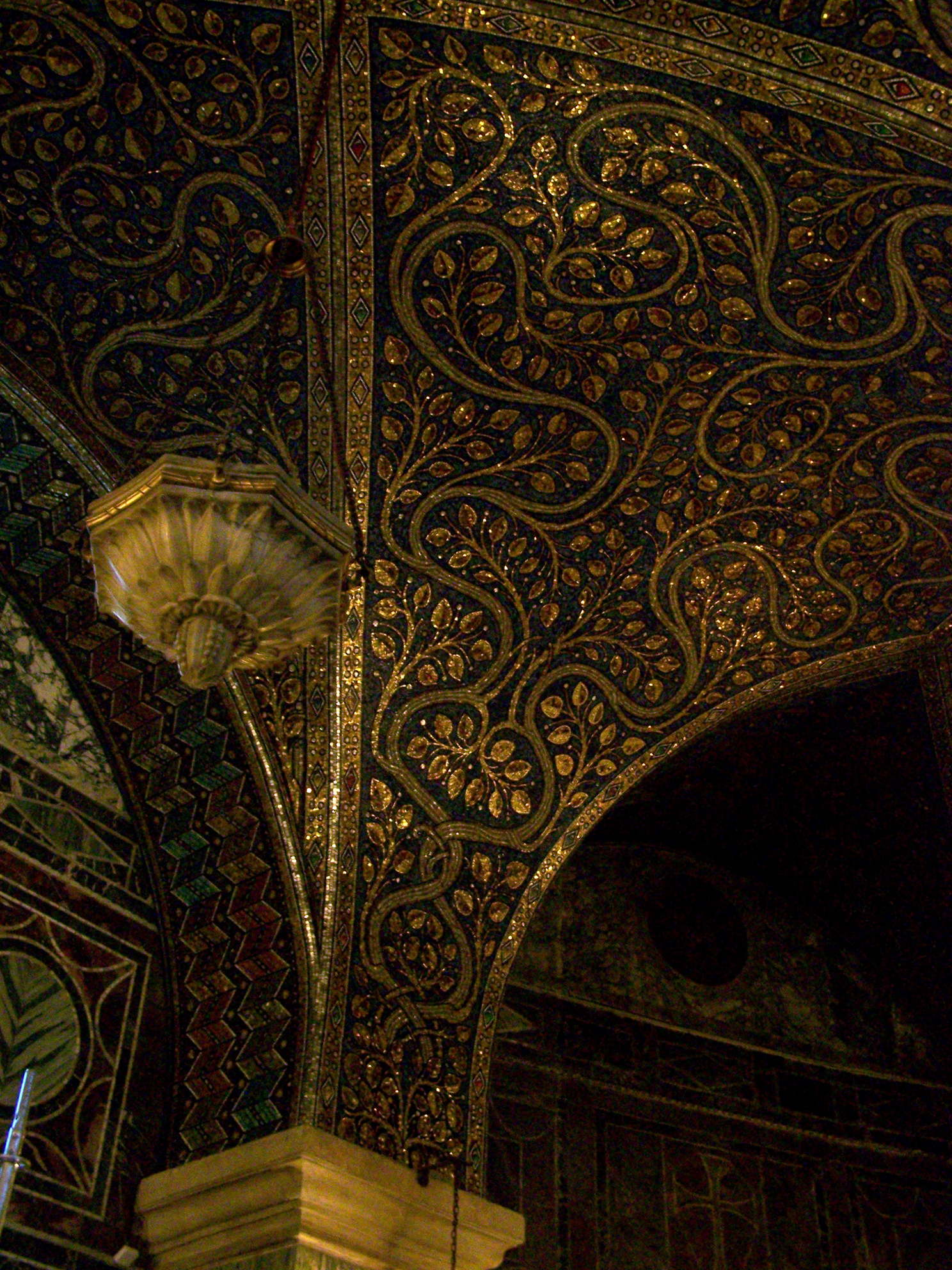
Détail de décoration du plafond de la cathédrale d'Aix-la-Chapelle
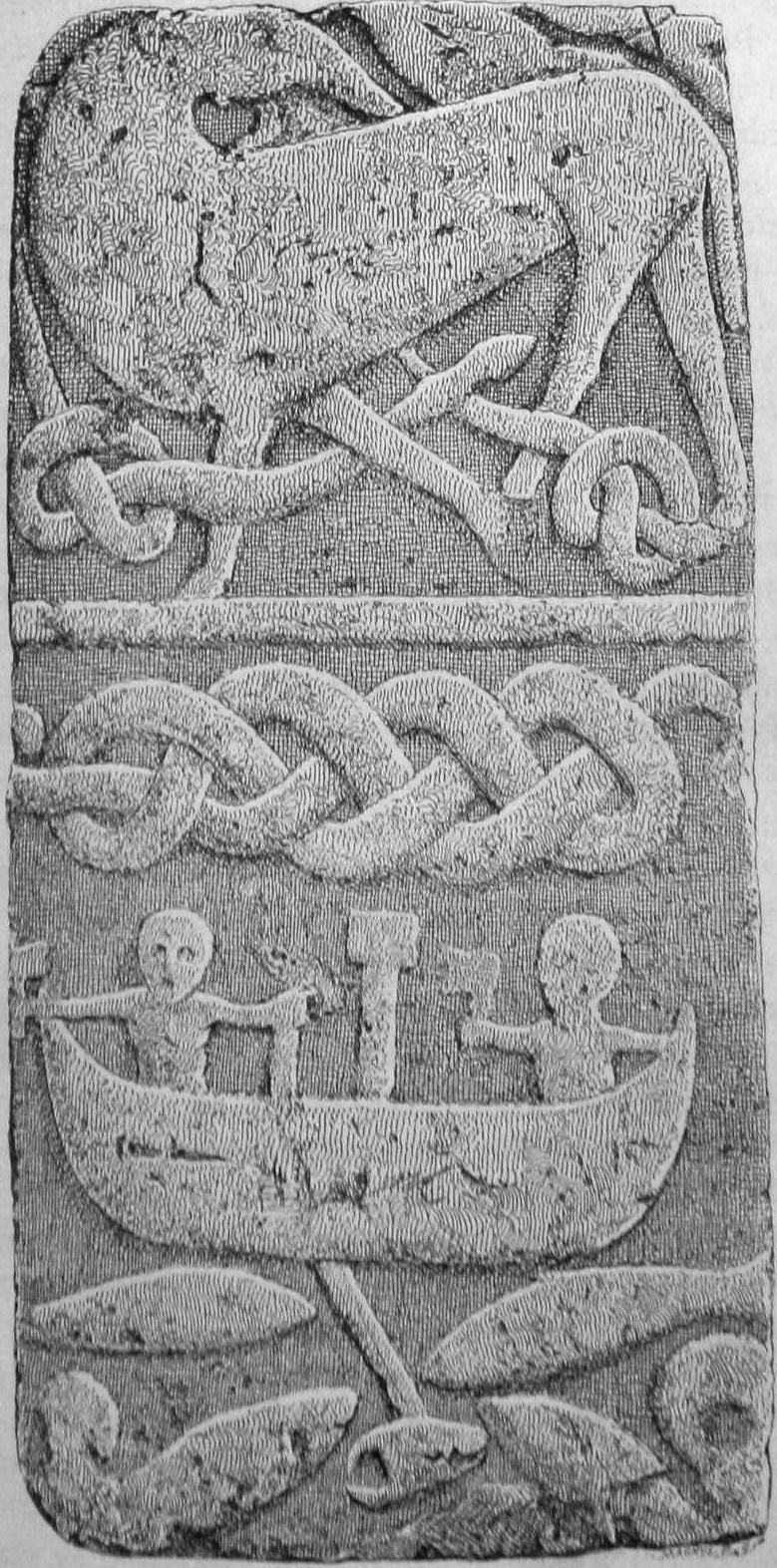
Détail de croix de pierre de Gosforth (Angleterre)
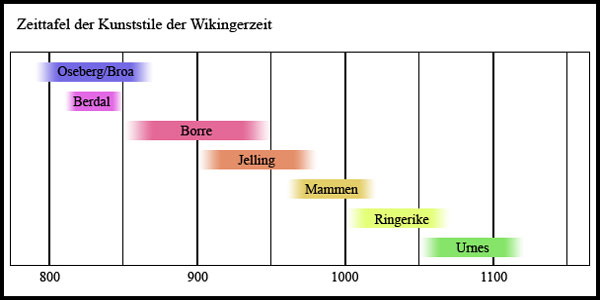
Frise chronologique des styles viking
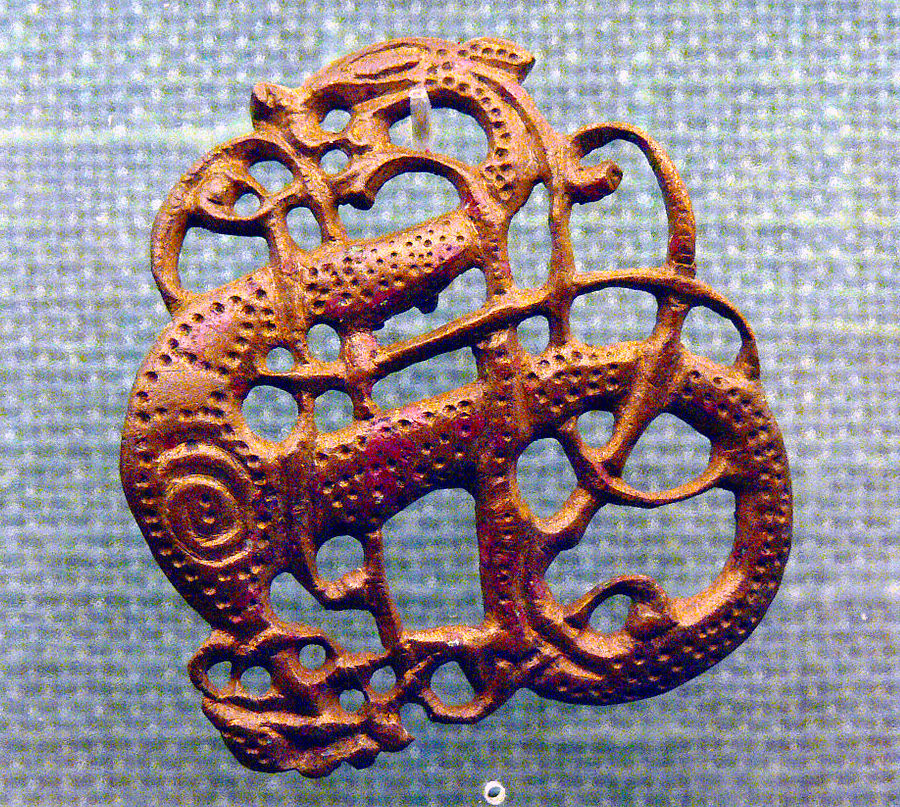
Style Urnes : boucle en bronze (vers 1000), Musée national de Copenhague
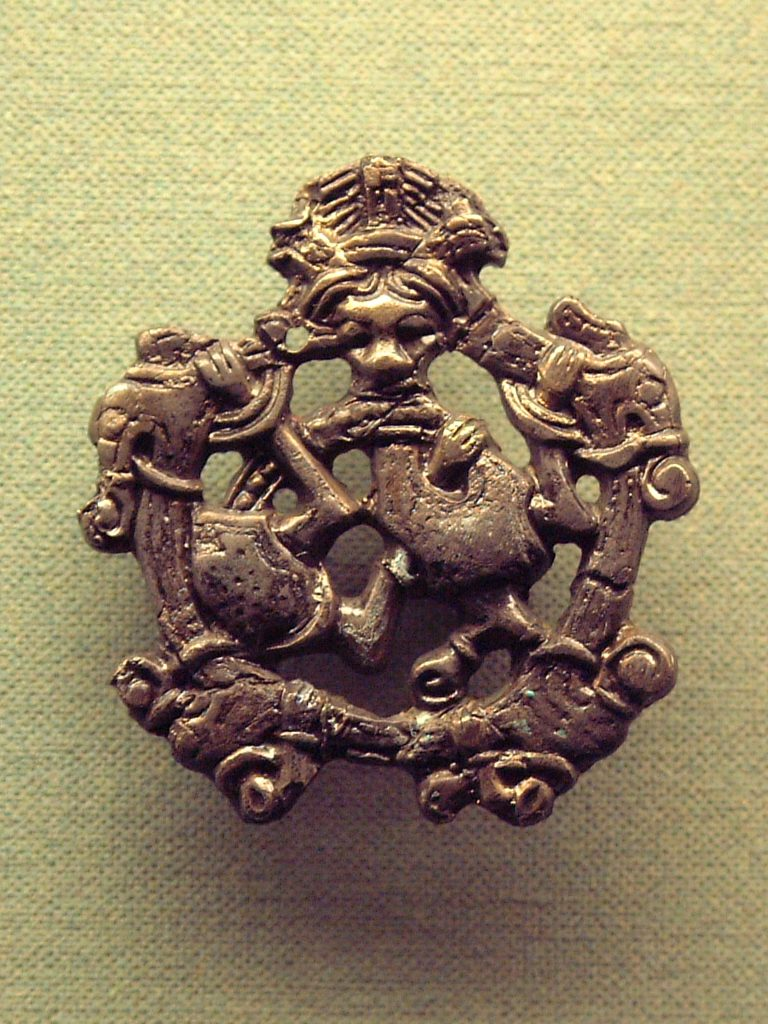
Style Borre : fibule en bronze, Haithabu
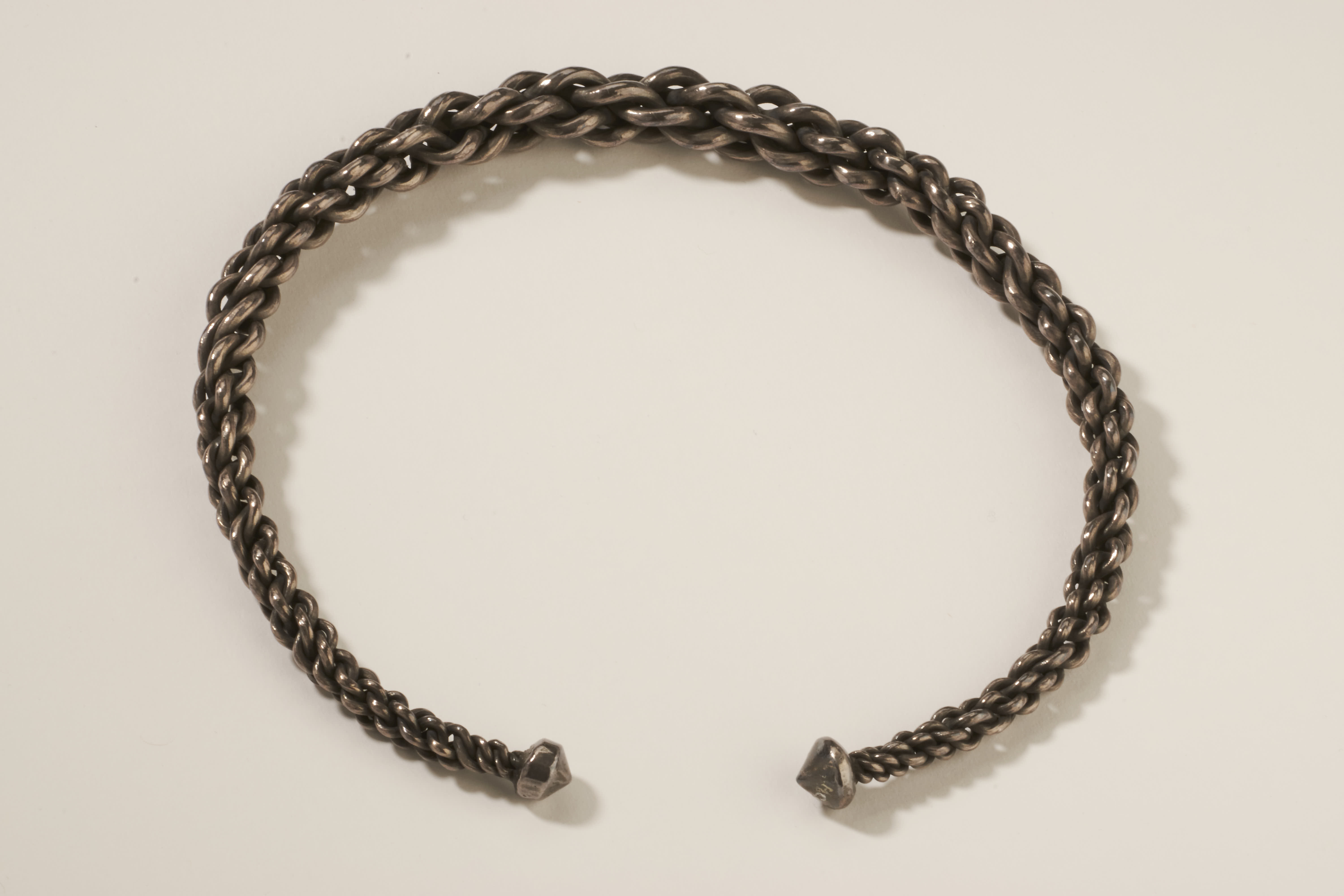
Collier de deux cordes torsadées en argent, Hunt Museum
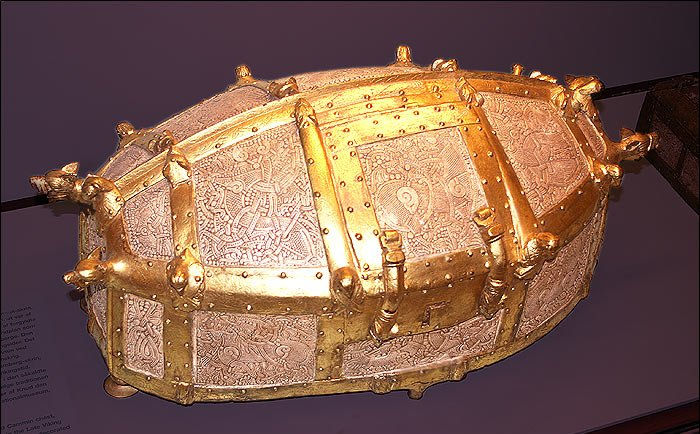
Style Mammen : copie du reliquaire Cammin (original (vers 1000) disparu vers 1940) en bois, bronze et corne d'orignal, Sud de Scandinavie
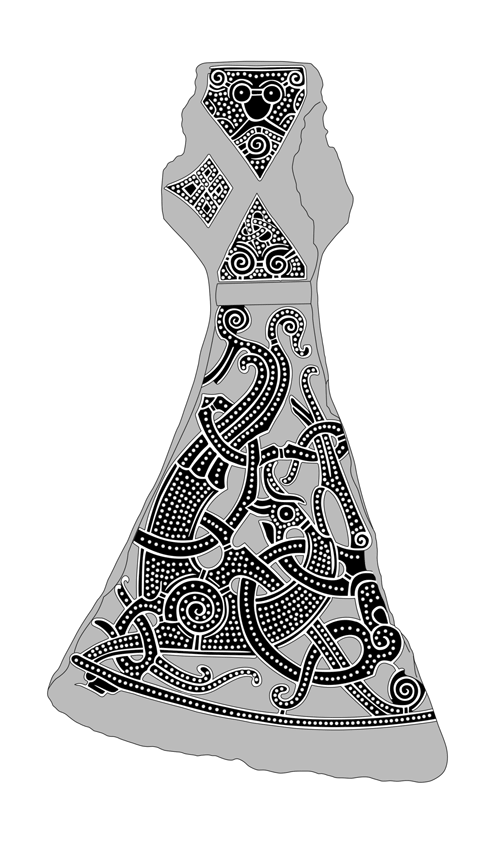
Style Mammen : tête de hache, en fer avec gravure argent
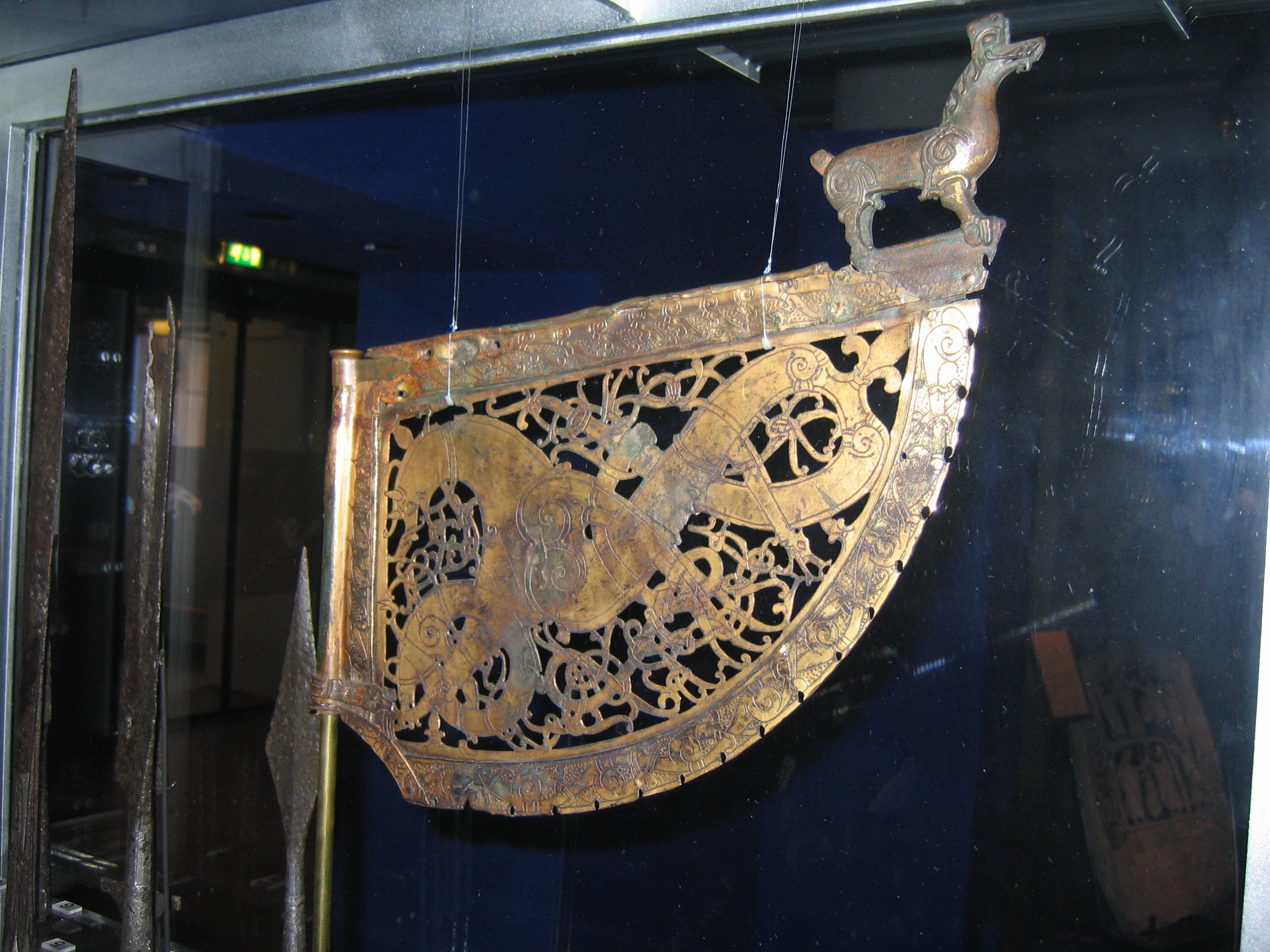
Girouette de Söderala
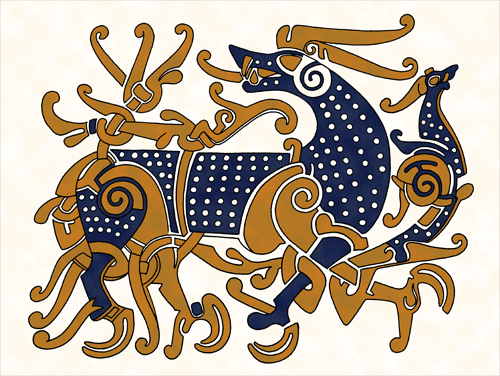
Tombeau de St Paul, Londres